# Привид, який не повертається
«Привид, який не повертається» — радянський німий драматичний художній фільм 1929 року, режисера Абрама Роома за мотивами новели Анрі Барбюса про революційну боротьбу у неназваній південноамериканській країні. У 1933 році була зроблена звукова редакція картини (автор — режисер Григорій Левкоєв). Фільм вважається однією з кращих робіт «золотого фонду» Радянського кіномистецтва 1920-х років.

## Сюжет
У одній з латиноамериканських країн лютує тоталітарний режим. Робітники нафтових промислів борються проти нього. Однак їх ватажок Хозе Реаль засуджений на довічне ув'язнення. Але і у в'язниці він не заспокоюється, очолюючи бунт ув'язнених. Щоб позбутися від настирливого лідера, влада витягує із забуття старий закон, за яким засуджені на довічне ув'язнення мають право раз в 10 років отримати свободу на один день для побачення з родиною. Таким чином вони хочуть обезголовити рух опору, бо за відпущеним Хозе вирушає поліцейський детектив із завданням убити його. І ось бреде по пекучим пісках (фільм знімався в Азербайджані) повз халуп відпущений на день Хозе, змучений десятирічною неволею. А за ним тягнеться сищик, обдумуючи спосіб, як зручніше і більш достовірно виконати наказ. У новелі Барбюса фінал був трагічний: Реаль повертався до в'язниці, щоб там і померти. Однак радянські постановники змінили його: потрапивши додому у розпал нових страйків робітників-нафтовиків, Хозе ховається від сищика і знову очолює революційну боротьбу.

## У ролях
- Борис Фердинандов —  Хозе Реаль
- Ольга Жизнєва —  Клемансо, його дружина
- Максим Штраух —  поліцейський агент
- Дмитро Кара-Дмитрієв —  шеф агентів
- Данило Введенський —  начальник в'язниці
- Леонід Юренєв —  старший наглядач
- Карл Гурняк —  робітник
- Гавриїл Терехов —  Сантандер

## Знімальна група
- Режисер — Абрам Роом
- Сценарист — Валентин Туркін
- Оператори — Дмитро Фельдман, Борис Епштейн
- Композитор — Олександр Шеншин
- Художник — Віктор Аден